# 308條款事件
308條款事件為2001年台灣音樂著作權相關團體針對有線電視頻道業者所發起的抵制行動。2001年2月底，由於電視廣告費用居高不下，中華民國錄音著作權人協會（ARCO）與中華音樂視聽著作仲介協會（AMCO）向各家有線電視頻道業者發函，指由於各有線電視頻道播放歌曲及音樂錄影帶並未付費取得授權，該兩協會旗下會員將從2001年3月8日起停止提供歌曲、演唱會及音樂錄影帶的播送，業界以其生效日期通稱為「308條款」，該條款隨後在同年6月13日達成協議而廢除。

## 事件背景
308條款上路之前，流行音樂唱片業者不甘於盜版商分享利潤，乃至受無線、有線電視台剝削，透過國際唱片業協會發起大規模抵制運動，自2001年3月1日開始實行不買廣告、不買MTV時段，同時也不買連續劇片頭片尾主題曲，歌手上節目不能唱歌，也不參加任何頒獎典禮表演。然而，各家電視台在3月1日的廣告仍是滿檔，該協會之行動隨即宣告「失敗」，唱片業改以尋求中華民國錄音著作權人協會協調以「使用者付費」的「308方案」。

## 事件過程
中華民國錄音著作權人協會表示，此次行動係因有線電視在過去一年未能與中華民國錄音著作權人協會及中華音樂視聽著作仲介協會達成公播共識，為此保障其國內外三百多間公司會員之權益，要求有線電視不得播送「未經授權」的歌曲。中華民國錄音著作權人協會秘書長李瑞斌表示，無線電視台及廣播電台在四年前便已簽約，惟有線電視台自成立後便從未付款。Channel [V]營運總監王繹強則指出，針對國際五大唱片公司的音樂版權費，總公司在香港便已支付過，沒道理要被重複收費，並呼籲中華民國錄音著作權人協會與中華音樂視聽著作仲介協會應該釐清細節再談收費問題。
條款上路後，包含東森電視、三立電視、八大電視、衛視、緯來及超視在內的二十多家電視台透過中華民國有線電視頻道業者自律委員會向中華民國錄音著作權人協會與中華音樂視聽著作仲介協會提出兩套費率，並表示多數頻道皆有願意支付公開播送權的費用的共識，但其前提是要合理收費，並非任由仲介團體漫天開價。有線電視台業者表示將向經濟部智慧財產局提出智慧財產權費率爭議調處申請，而中華民國有線電視頻道業者自律委員會在前一年四月起即成立專案小組調查與協商，卻發現仲介團體未提供其仲介的著作物詳細資料，也未說明其訂定之基準，以致各頻道業者無法評估中華民國錄音著作權人協會與中華音樂視聽著作仲介協會所提出的費率是否合理。
行政院新聞局在事發後，表示其立場與協會一致，但也尊重頻道業者播送節目的完整性，同時呼籲雙方應考量觀眾及聽眾權益，盡速完成協商以達成共識，平息爭議。中華民國有線電視頻道業者自律委員會在308條款實行一周後，再次召集會議討論，發表聲明稱「中華民國錄音著作權人協會與中華音樂視聽著作仲介協會的費率尚未審議通過」，呼籲其盡快向經濟部智慧財產局提出申請，並決議優先向通過審議的中華音樂著作權協會及中華音樂著作權人總會展開協商，中華民國有線電視頻道業者自律委員會主委劉篤行表示該會會員頻道商皆已達成共識，將集體透過該會專案小組與仲介協商費率，並呼籲各仲介團體與該會聯繫、協商。

## 業界影響
TVBS-G所購買的港劇《創世紀》，其重播的103集片頭曲及片尾曲原由IPIS蟑螂合唱團演唱，但在308條款上路的前一日臨時通知福茂唱片不予播出，但購買的帳單已寄送至福茂唱片，而IPIS蟑螂合唱團所演唱的《藍色生死戀》中文片尾曲在308條款上路後仍繼續播出。
308條款上路後，有消息稱中華音樂著作權協會將對唱片行公播音樂採取行動，該會總經理但昭璽則反駁稱唱片行公播音樂具有提供消費者參考價值，「唱片業者沒必要與唱片行對立」，否認索取費用之說法。合友唱片負責人徐雪霞對308條款上路的影響稱沒有盜版所帶來的影響嚴重，元元唱片負責人蔡順發則進一步指出消費者因308條款影響，可能會不知道歌手發片，「消費者在訊息認知上，可能會比較慢」，進而影響唱片行的生意。
部分中華民國錄音著作權人協會與中華音樂視聽著作仲介協會的公司會員，在308條款上路後仍「廣告照播、歌照唱」，僅部分配合協會決議。包含梁詠琪、林心如、江得勝、關德輝在內的歌手，因其分別所屬的唱片公司非中華民國錄音著作權人協會與中華音樂視聽著作仲介協會的公司會員，反而成為308條款的受益者，並在影響期間在各個頻道購買MTV時段，進行唱片宣傳。308條款影響期間，部分中華民國錄音著作權人協會與中華音樂視聽著作仲介協會的公司會員為配合協會決議，改以Flash製作動畫MTV並透過網路宣傳，以達到病毒式行銷。歌手蔡依林的所屬唱片公司則是在308條款影響期間，因不能將演唱會內容在有線電視上播送，改以將演唱會精華以VCD方式加入至改版專輯進行銷售。歌手蔡健雅則在其2003年發行的專輯《陌生人》的專輯介紹提及其前一張專輯《I Do Believe》即受此條款影響，而無法透過電視台播放音樂錄影帶進行宣傳，導致該專輯銷量不佳，蔡健雅因此陷入低潮。
台灣唱片市場在2001年持續低迷，唱片市場持續受到盜版市場影響，再加上該年上半年受308條款影響，下半年則受到經濟景氣及政治變局影響，市場整體表現不佳，該年唱片市場希冀世界貿易組織能為打擊盜版發揮作用。

## 事件結果
第12屆金曲獎承辦單位東森電視，為求金曲獎頒獎典禮在308條款實行下得以順利舉辦，以「反盜版」為號召，獲得中華民國錄音著作權人協會與中華音樂視聽著作仲介協會允諾全力支持；TVBS同樣以「反盜版」為號召，選在該屆金曲獎頒獎典禮的前一天舉辦「五四音樂運動」。經濟部智慧財產局於6月6日就此次事件仲介團體拘束所屬會員不得播放廣告的抵制行為，函復中華民國公平交易委員會指「仲介團體與利用人應本諸私法自治、契約自由的原則，相互協調、洽商」，亦表示若仲介團體拘束所屬會員不得於頻道節目播放其著作之行為，所屬會員依照《著作權仲介團體條例》之規定而不得為之。唱片業者與頻道業者隨後在同年6月13日達成協議，喧騰一時的308條款因而解除。
中華民國政府在同年11月12日正式刪除《著作權法》第82條第1項第1款後段關於著作權仲介團體所訂定使用報酬率之審議規定，經濟部智慧財產局曾暫停審議一段期間後再繼續依原條例第4條第4項及第15條第7項恢復審議，進而引發爭議，直到2009年11月19日最高行政法院98年度判字第1370號判決始確認其合法性。

## 批評
308條款的上路適逢第12屆金曲獎頒獎典禮前夕，故引起外界負面聯想，水晶唱片負責人任將達對此批評，授權費「不是不應追究，而是時候不對」。傳播學生鬥陣則諷刺：「經過這陣子的空窗期，各大唱片公司突然發現『有沒有打歌，唱片賣得都一樣爛』，於是紛紛揚言未來將把宣傳費運用在其他媒體上，不再依賴昂貴又好像沒有效果的電視媒體。」

## 衍生事件
308條款發酵期間，中華音樂著作權協會對錢櫃、好樂迪等KTV業者發函警告，指若未經授權提供轄下歌曲伴唱帶供消費者公開演出，將依法舉證告發；該會總經理但昭璽稱KTV業者花費龐大預算給唱片公司代理商，卻不願支付音樂詞曲公開演出費給中華音樂著作權協會，而好樂迪則表示台灣商用比家用高出幾十倍，應已涵蓋公開演出等相關費用，若另外收費則會大幅增加成本，並稱已開始與中華音樂著作權協會進行協商。